# Caligo oberon
Caligo oberon är en fjärilsart som beskrevs av Butler 1870. Caligo oberon ingår i släktet Caligo och familjen praktfjärilar. Inga underarter finns listade i Catalogue of Life.